# Välkommen hem (Christer Björkman-låt)
Välkommen hem är en låt som Christer Björkman ställde upp med i Melodifestivalen 1999. Låten kom på sista och tionde plats, och utkom även på singel samma år . Låten handlar om homosexuell kärlek. Texten är skriven av Lasse Sahlin och musiken av Jan Lundkvist. Låten kom på tionde plats på Svensktoppen den 10 april 1999.

## Fotnoter
1. ↑  Information i Svensk mediedatabas.
2. ↑  http://wwwc.aftonbladet.se/noje/special/schlager99/christer.html
3. ↑  https://www.popfakta.se/sv/utgivning/e/d35cab01-f58d-437d-82fb-a92c2d4674b3/valkommen-hem/
4. ↑  https://www.nostalgilistan.se/christer-bjorkman-472/valkommen-hem-2287